# Keihan série 3000
La série 3000 (3000系, 3000-kei) de Keihan est un type de rame automotrice exploité depuis 2008 par la compagnie Keihan Electric Railway dans les préfectures d'Osaka et Kyoto. C'est le second modèle de la compagnie à porter ce numéro.

## Description
Les rames série 3000 sont construites par Kawasaki Heavy Industries et sont composées de 8 voitures.
L'espace voyageurs se compose de sièges transversaux, avec des sièges longitudinaux aux extrémités de la voiture. Chaque voiture a des sièges prioritaires et un espace pour usagers en fauteuil roulant. Des affichages d'informations LCD sont présents au-dessus de chaque porte.
En 2021, une voiture Premium série 3850 est intégrée dans les compositions à la place d'une voiture standard. Elle est équipée de sièges inclinables avec prises de courant.

## Histoire
La première rame de la série 3000 est entrée en service le 19 octobre 2008, à l'occasion de l'ouverture de la ligne Nakanoshima.
La série a remporté un Laurel Prize en 2009 et un autre pour sa voiture Premium en 2022.

## Services
Les rames circulent entre Osaka et Kyoto sur les lignes Keihan, Ōtō et Nakanoshima du réseau Keihan, principalement sur des services Limited express.

## Galerie photos

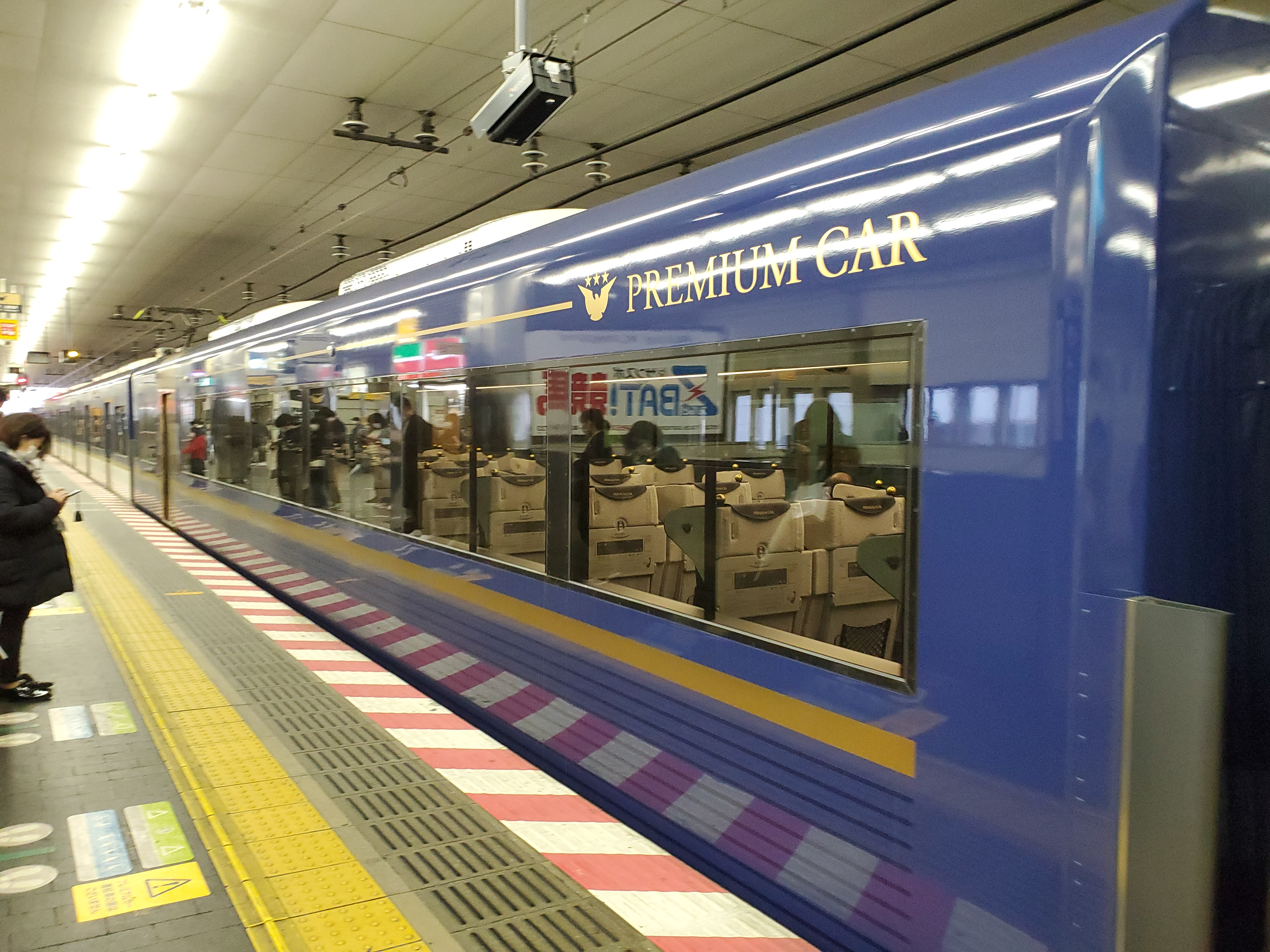
Voiture Premium.
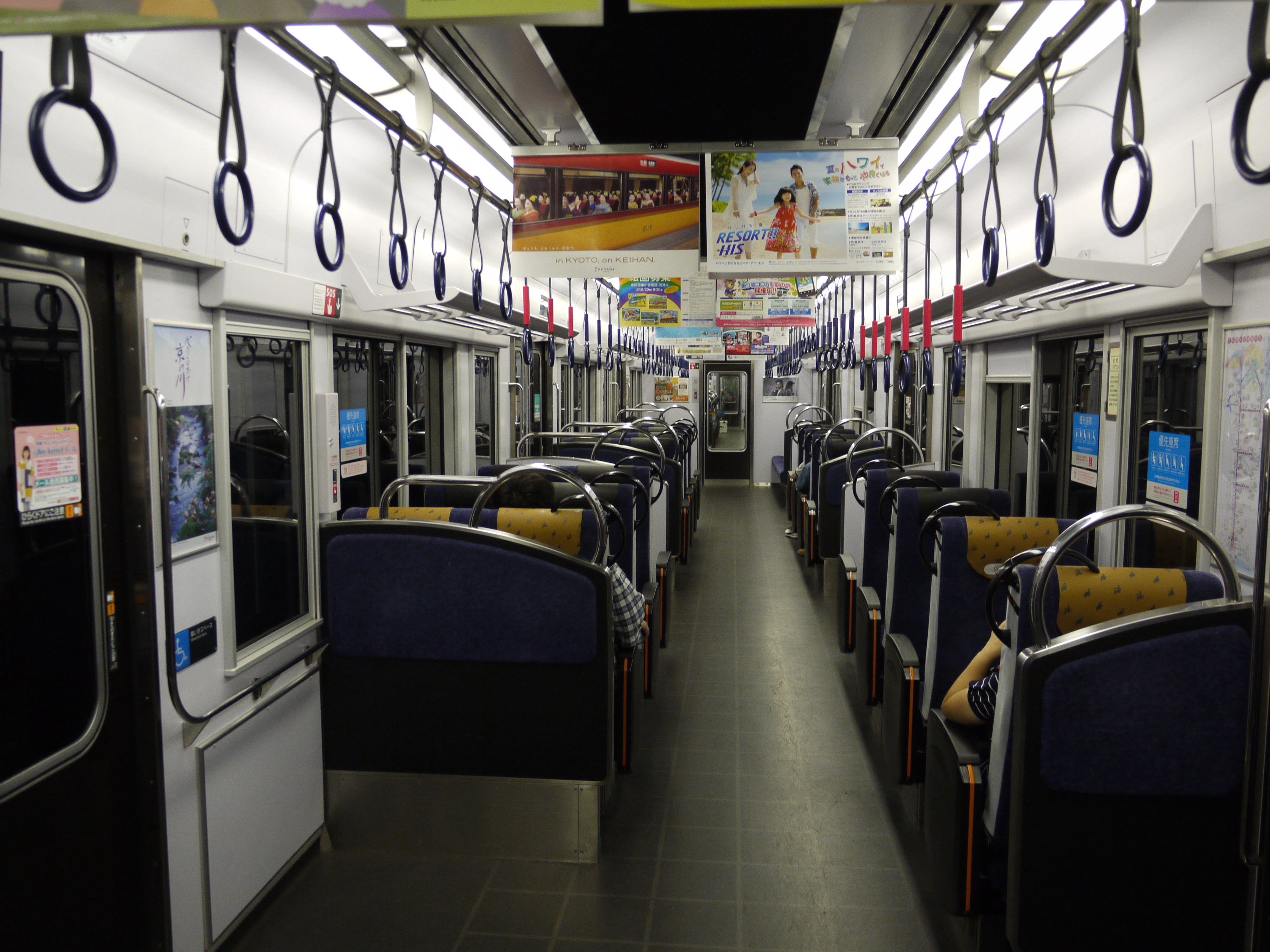
Intérieur de la rame.
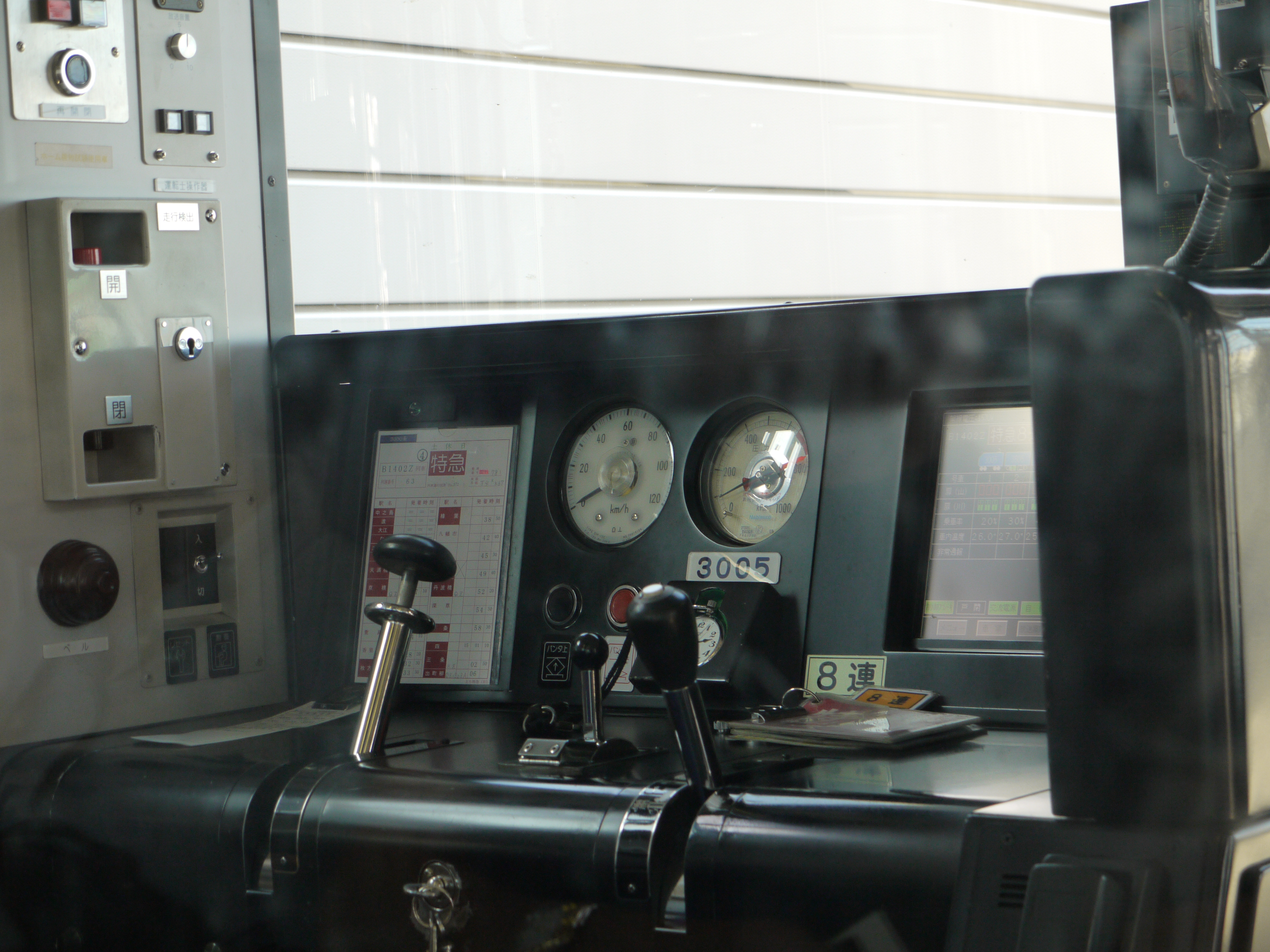
Cabine de conduite.